# Aartsbisdom Cumaná
Het aartsbisdom Cumaná (Latijn: Archidioecesis Cumanensis) is een rooms-katholiek aartsbisdom met als zetel Cumaná, in Venezuela. De aartsbisschop van Cumaná is metropoliet van de kerkprovincie Cumaná, waartoe ook de volgende suffragane bisdommen behoren:
- Barcelona
- Carúpano
- El Tigre
- Margarita

## Geschiedenis
Het aartsbisdom werd opgericht op 12 oktober 1922, als het bisdom Cumaná, uit delen van het bisdom Guayana, en was suffragaan aan het aartsbisdom Caracas. Op 21 juni 1958 veranderde het van kerkprovincie en werd suffragaan aan het aartsbisdom Ciudad Bolívar. Op 16 mei 1992 werd het verheven tot metropolitaan aartsbisdom. 

## Parochies
Het aartsbisdom had in 2021 een oppervlakte van 5.972 km2 en telde 716.708 inwoners waarvan 84,7% rooms-katholiek was.

## Ordinarii

### Bisschoppen
- Sixto Sosa Díaz (16 juni 1923 - 29 mei 1943)
  - Rafael Ignacio Arias Blanco (hulpbisschop: 21 juni 1937 - 12 november 1939)
  - Pedro Pablo Tenreiro Francia (hulpbisschop: 30 augustus 1939 - 23 oktober 1954)
- Crisanto Darío Mata Cova (21 oktober 1949 - 30 april 1966)
  - Eduardo Herrera Riera (hulpbisschop: 7 januari 1965 - 30 november 1966)
- Mariano José Parra León (30 november 1966 - 12 maart 1987)

### Aartsbisschoppen
- Alfredo José Rodríguez Figueroa (12 maart 1987 - 17 september 2001)
  - Manuel Felipe Díaz Sánchez (hulpbisschop: 27 februari 1997 - 4 april 2000)
- Diego Rafael Padrón Sánchez (27 maart 2002 - 24 mei 2018; kardinaal in 2023)
- Jesús González de Zárate Salas (24 mei 2018 - heden)

Cumaná (aartsbisdom) · Barcelona · Carúpano · El Tigre · Margarita